# Рихард Баер
Рихард Баер (Флос, 9. септембар 1911 — Франкфурт на Мајни, 17. јун 1963) је био немачки нацистички званичник са чином СС-штурмбанфирера (мајора) и командир Аушвиц I концентрационог логора од маја 1944. до фебруара 1945. Био је члан НСДАП (број 454991) и СС (број  44225).

## Нацистичка каријера
Баер је рођен у Баварској 1911. године. Образован је за конфекционара али је постао стражар у концентрационом логору Дахау након што је остао без посла 1930. 1939. је ступио у СС-Тотенкопфвербенде, и постављен је за ађутанта у концентрационом логору Нојегаме 1942 након рада у Оранијебургу, Колумбија-хаусу и Захсенхаузену. У Нојегамеу је учествовао у убијању совјетских ратних заробљеника у специјалној гасној комори и у избору затвореника за такозвану Операцију 14f13 у оквиру програма Т4.
Од новембра 1942. до маја 1944, Баер је био ађутант СС-обергрупенфирера Освалда Пола, тадашњег шефа Wirtschaftsverwaltungshauptamt (СС канцеларије за економску политику). У новембру 1943, преузео је одељење D I, инспекторат за концентрационе логоре. Наследио је Артура Либехеншела, као трећи и последњи командир Аушвица од 11. маја 1944. до финалног затварања логора почетком 1945. Од новембра 1943. до краја 1944, Фриц Хартјенштајн и Јозеф Крамер су били одговорни за логор смрти Аушвиц II, Биркенау, тако да је Баер био командант овог дела логора само од краја 1944. до јануара 1945. Крајем рата, Рихард Баер, сада командант логора Дора-Мителбау у Турингији, је био одговоран за убијање руских ратних заробљеника масовним вешањима. Највиши чин који је достигао је био СС-штурмбанфирер (мајор).

## После рата
Кад се рат завршио, Баер је побегао и живео у околини Хамбурга као Карл Егон Нојман, шумарски радник. Током истрате у Франкфуртским суђењима о Аушвицу, издат је налог за његово хапшење 1960. године, и његова фотографија је одштампана у новинама. Један колега га је препознао, и ухапшен је у децембру 1960. године, након хватања Адолфа Ајхмана. По савету адвоката, одбио је да сведочи, и умро је од срчаног удара док је био у затвору чекајући суђење 1963. године.
Прича о Баеровом хапшењу је детаљно описана у књизи The Frankfurt Auschwitz Trial (2006). pp.&nbsp;48.f Девина Пендаса. Након што је видео потерницу у Билд-цајтунгу, колега на имању Ото фон Бизмарк је пријавио да Баер ту ради као шумар. Кад су службена лица испитала Нојмана у шуми у рано јутро 20. децембра 1960. године, он је испрва све негирао. Након што је већ ословила Баера као свог мужа, жена у кући је накнадно рекла да се зове фрау Баер, и даље тврдећи да се Баер зове Нојман. Баре је међутим коначно признао свој прави идентитет.